# کینگمان (کانزاس)
کینگمان (به انگلیسی: Kingman) شهری در ایالت کانزاس کشور ایالات متحده آمریکا است که جمعیت آن در سرشماری سال ۲۰۱۰ میلادی، ۳٬۱۷۷ نفر بوده‌است.